# Où es-tu ?
Pour les articles homonymes, voir Où es-tu ? (homonymie).
Où es-tu ? est un roman de Marc Levy, paru en 2001. La couverture est illustrée par la chanteuse Mylène Farmer.

## Résumé
Philip et Susan ont toujours compté l’un sur l’autre depuis leur plus tendre enfance, jusqu'à se promettre de s’aimer pour toujours. Mais le choix de Susan, qui souhaite participer à une mission humanitaire, met en péril la concrétisation de cette promesse. Susan décide de partir malgré tout en mission. Philip lui fait lors de son départ une promesse qui, il l'ignore encore, va à jamais changer sa vie : il sera toujours là pour elle en cas d’urgence. Pour tenir cette promesse, Philip devra ouvrir son cœur à l’inconnu.

## Adaptation
Une adaptation pour la télévision réalisée par Miguel Courtois a été diffusée en juin 2008 sur M6 (4 épisodes de 52 min) avec Cristiana Reali, Elsa Lunghini, Philippe Bas.